# Тростянець (Рахівський район)
Тростяне́ць — село в Ясінянській селищній громаді Рахівського району Закарпатської області України.

## Географія
На захід від села розташована геологічна пам'ятка природи — Скелі Тростянець. Статус надано з метою збереження групи скель і скелястих урвищ заввишки 50—60 м. Скелі складені діабазами, спілітами тростянецької світи юрського періоду. Пам'ятка природи має велике наукове значення.
На північному заході від села річка Тростенець впадає у Чорну Тису.
На західній стороні від села тече струмок Скоруш, правий доплив Білинського.
На струмку Малий Тростянець (права притока Чорної Тиси), розташований маловідомий Малотростянецький водоспад.

## Населення
Згідно з переписом УРСР 1989 року чисельність наявного населення села становила 366 осіб, з яких 175 чоловіків та 191 жінка.
За переписом населення України 2001 року в селі мешкало 377 осіб. 100 % населення вказало своєю рідною мовою українську.